# Kostnopancerne
Kostnopancerne, osteostraki (†Osteostraci) – gromada wymarłych bezżuchwowców morskich.

## Rozmieszczenie i środowisko
Występowały w Ameryce Północnej, Europie i zachodniej Azji. Poznano liczne gatunki kopalne pochodzące z okresu od późnego syluru do późnego dewonu (370 milionów lat temu).
Środowiskiem życia osteostraków były spokojne wody morskie i być może śródlądowe.

## Opis
Były opancerzonymi kręgowcami, kształtem przypominającymi ryby. Osiągały do 50 cm długości ciała (maksymalnie 60 cm, ale większość znacznie mniejsza). Większość z nich posiadała charakterystyczną głowę w kształcie podkowy, pokrytą od góry spłaszczonym grzbietobrzusznie pancerzem, a od dołu błoną z płytkami kostnymi.
Posiadały zazwyczaj 10 par otworów skrzelowych.